# 聲寶
聲寶股份有限公司（英語：Sampo Corporation），簡稱聲寶集團、聲寶公司、聲寶（商標：SAMPO），是台灣一家大型電子產品製造公司，也是歷史悠久的家電大廠。聲寶成立於1936年，前身為「東正堂無線電器行」，1962年9月11日，改名為「東興電器」及1964年改名為「聲寶電器」，由陳茂榜及其弟陳茂標共同創辦。
在聲寶公司的全盛時代，陳茂榜堅持以家電事業為核心，陸續設立了衛星工廠以及行銷通路，如聲寶投資、東源儲運、聲寶美國分公司，這些關係企業的設立都是以電子工業器材，電器產銷運輸等垂直或水平整合的理念出發。其後曾經成立台灣職棒大聯盟及聲寶太陽隊，跨足體育界。
目前聲寶集團事業橫跨電子、電化、通信、電料、家電、資訊產品、高科技、音響等產品之製造、加工、承攬、批發、零售、修理服務及委託買賣、並從事有關進出口業務及國外有關業務之投資、電子商務網路購物平台、建築建設、餐飲等。
聲寶結合各關係企業成立聲寶集團，以聲寶為母公司。聲寶集團高層多由家族成員擔任，現任總裁為陳盛沺。

## 歷史

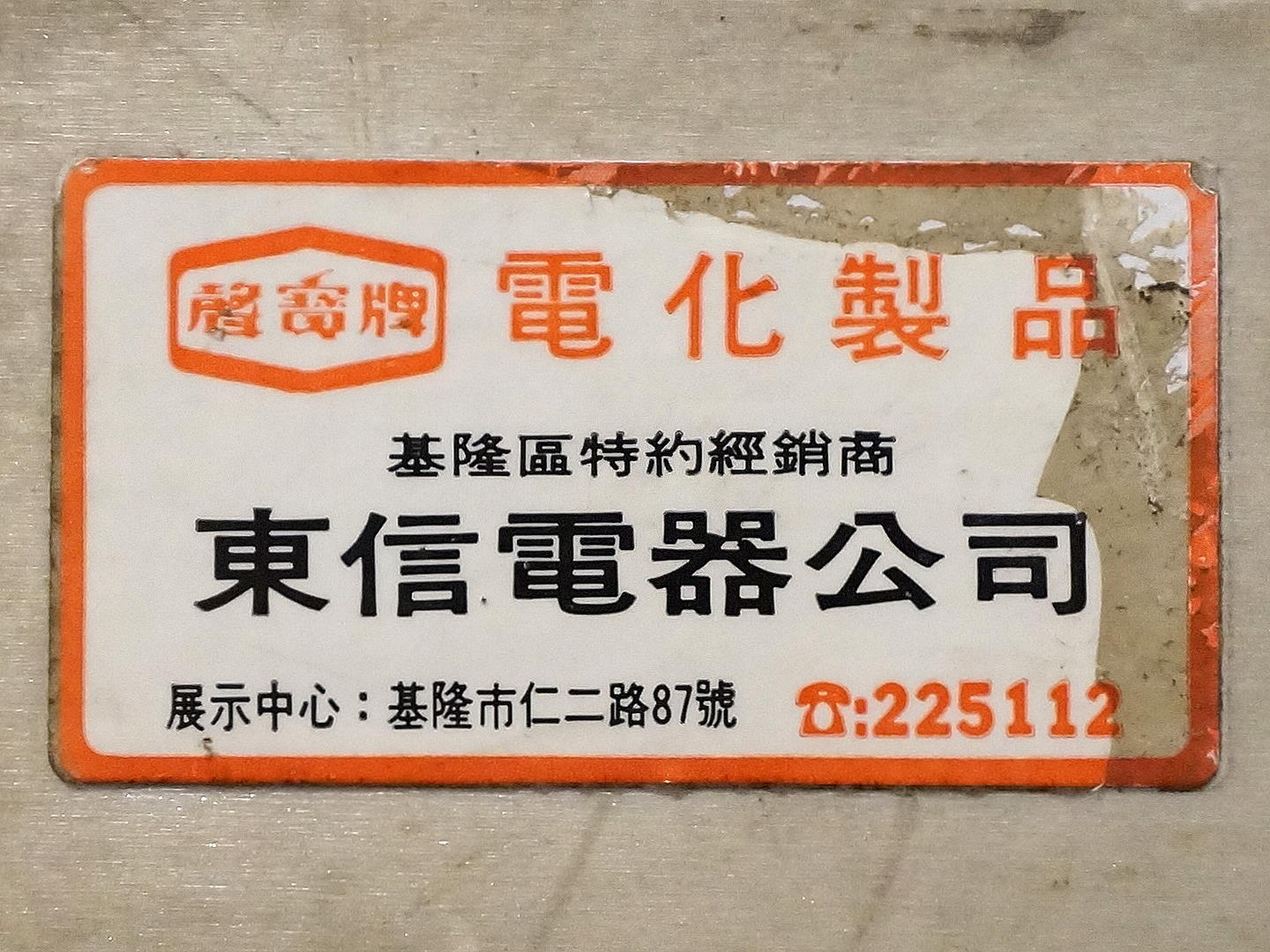
1980年代以前聲寶家電特約經銷店貼紙

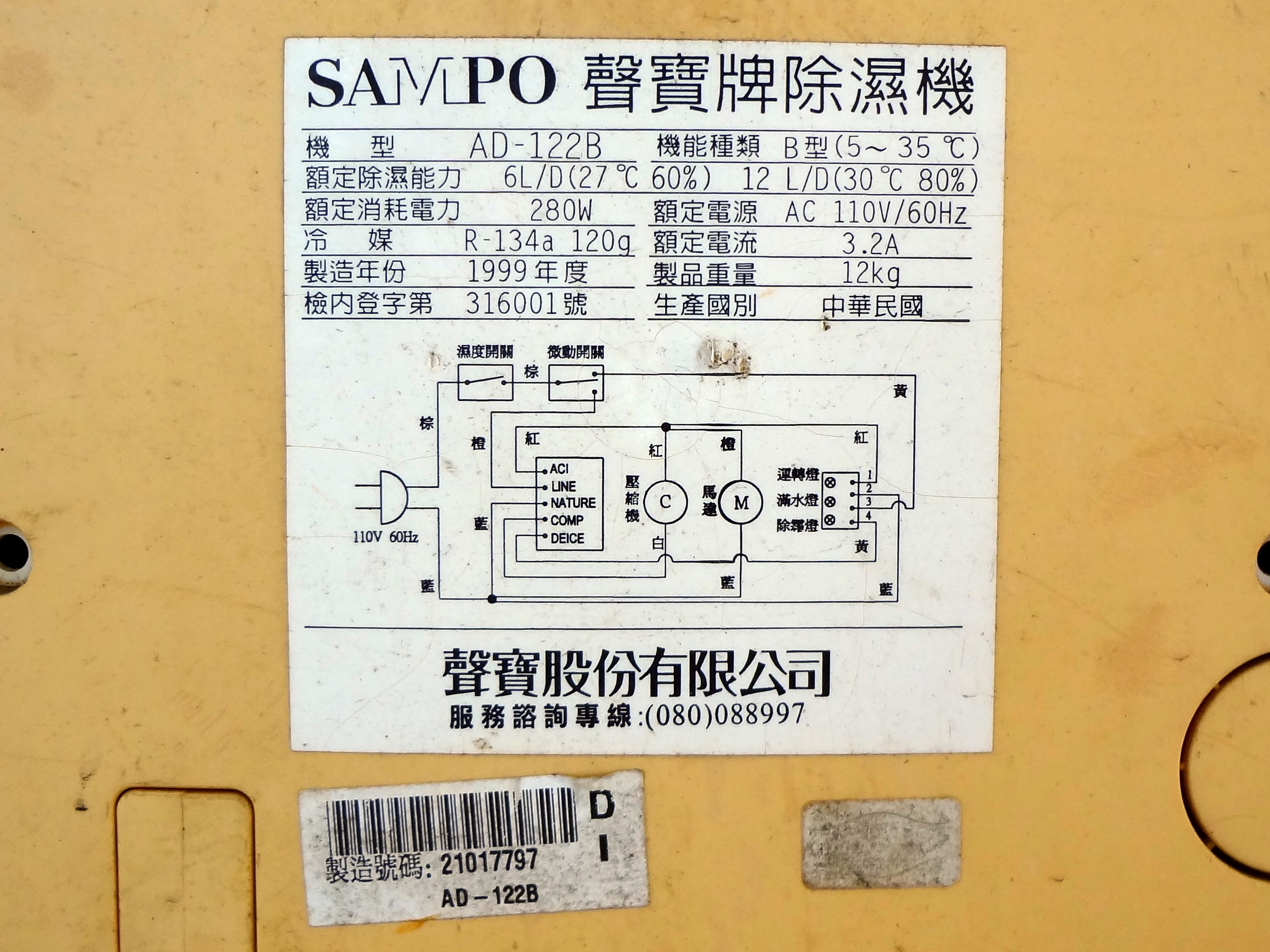
1999年聲寶牌除濕機機身標籤

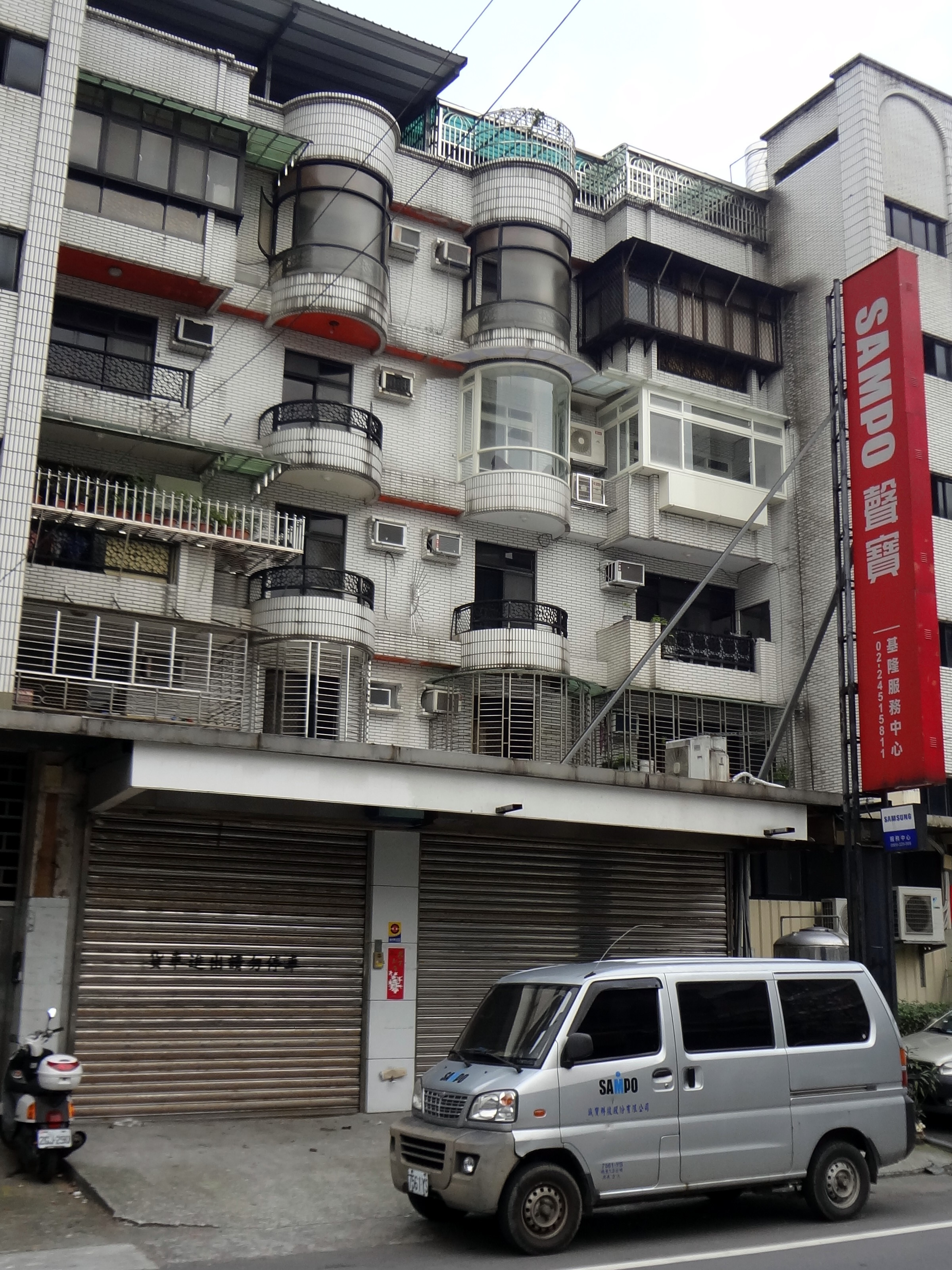
誠寶科技設立的聲寶基隆服務中心

聲寶（SAMPO）源自第二次世界大戰以前的東正堂無線電器行，1936年由陳茂榜與其弟陳茂標、陳茂海創立，初期販售收音機與唱片，戰後則進口電器零件並設廠裝配、販售。
1950年代，東正堂無線電器行陸續代理日本SONY、SHARP與TOSHIBA等品牌的電器產品；在製造方面，成立「新亞電器公司」生產照明器材。1958年成立台灣通信，生產電話機等通信產品。1962年9月11日成立東興電器，開始生產黑白電視機。
1964年，東興企業與東正電器廠合併，改名聲寶電器股份有限公司，生產黑白電視機、電冰箱等產品。
1967年，聲寶電器與SONY合資在台灣成立「新力股份有限公司」（Sony Industries Taiwan Co., Limited）。1969年，聲寶電器與SHARP技術合作，生產彩色電視機。1970年，聲寶出口項目中主要產品為電工器材產品，出口實績的貢獻展露成果。
1970年12月14日，聲寶在台灣證券交易所股票上市，股票代號1604。1971年，聲寶企業生產的收音機外銷突破百萬台，並因為外銷金額達1800萬美元，獲行政院頒發電子公司外銷第一名獎，並連續奪得該獎項五年。到了1975年，聲寶公司每年外銷金額超越2500萬美元。
1979年，聲寶以新台幣八十億元的營業額，躋身台灣前十大企業。1980年，聲寶投資初成立的聯華電子，投資金額佔當時聯華電子資本額新台幣五億元的10％。
1987年，陳茂榜的長子陳盛沺擔任聲寶總經理。1989年，聲寶科技專業生產監視器產品。
1990年開始，聲寶陸續以合資或是技術合作的方式，間接整廠輸出，在大陸北京、天津、東莞、蘇州生產家用電器、電子、通信等產品，藉由大陸的產銷資源與廣大市場，將家電等成熟產品逐步轉移至大陸，進行兩岸的分工作業。同年，SHARP（夏普）與聲寶共同創辦「夏寶股份有限公司」（SHARP Corporation (Taiwan)），為夏普在台正式分公司，負責進口與銷售夏普家電產品。
1994年，聲寶投資冷氣機關鍵零組件製造商瑞智精密，生產以往只能仰賴進口的冷氣機冷媒壓縮機。1995年12月1日，聲寶與年代影視宣布成立「那魯灣股份有限公司」（Naluwan Corporation），並由此組成台灣大聯盟。1996年，聲寶投入半導體產業，成立上寶半導體，投入IC的封裝與測試行列。
1997年，聲寶結合各關係企業成立聲寶集團，以聲寶為母公司。聲寶集團高層多由由陳茂榜家族成員擔任，現任總裁為陳盛沺。聲寶在核心家電業方面，全心扶植大陸工廠成為全球家電量產重鎮，台灣部分則聯合美國高科技產業與多媒體研發中心，鎖定網際網路與多媒體兩大方向，生產高價值的科技產品。
1998年，聲寶集團走向專業服務與民生的領域；同時成立「翔寶科技股份有限公司」負責保全相關產品，除了自有品牌監視系統及對講系統外，並代理美國專業保全產品大廠VICON的產品。1999年，聲寶實施廠辦合一，並且將負責3C世界的影音光電事業部更名為電子事業部。
2001年3月20日，東元電機與聲寶舉行聯合記者會，宣佈雙方合併，東元為存續公司，聲寶為消滅公司，換股比例為1:1.3，即1股東元股票換1.3股聲寶股票；合併後股本為新台幣259.64億元，名稱為「東元聲寶股份有限公司」；合併後的新公司董事長將由現任東元董事長黃茂雄出任，而副董事長由現任聲寶董事長陳盛沺擔任。2002年1月26日，聲寶公告與東元共同簽署協議書，同意暫緩執行合併。2002年3月22日，聲寶董事會通過確認。
2002年，聲寶啟用「聲寶希望之星」商標，樣式如下：「SA」與「PO」用黑色Impact字型，「M」用藍色Impact字型，「M」上方加一個藍色圓盤象徵「希望之星」。聲寶希望之星商標搭配廣告口號為「Simple good life, Sampo」。
2003年1月13日，台灣大聯盟與中華職業棒球聯盟合併為中華職業棒球大聯盟。2004年8月，陳盛沺擔任聲寶總裁，陳盛泉升任聲寶董事長兼總經理，重新啟動企業流程再造。
2005年3月，聲寶與德國G-Hanz集團合資設立「G-Hanz.SAMPO」銷售公司，藉此進入中東、印度及歐洲等市場。2006年，那魯灣公司解散。
2007年12月19日，聲寶投資富晶通科技（中環公司與富士通合資設立的公司），取得富晶通科技3%股權。2008年1月30日，翔寶科技被聲寶「簡易合併」。同年7月30日，聲寶100%轉投資持股之子公司銓寶光電被聲寶「簡易合併」。
2012年11月，聲寶啟用新版商標，樣式為紅色Impact字型的「SAMPO」字樣，搭配廣告口號為「Joy in your life」。
2015年，聲寶跨足電子商務成立網路購物平台 e-Payless 百利市購物中心。2016年，聲寶新增品牌ARKDAN，走高端產品路線。
2016年7月5日，夏寶宣布解散，夏普的產品進口與銷售改由鴻海集團自行經營。
2020年1月6日，台南科技工業區聲寶台南廠上樑典禮，土地面積約8000坪，主要生產智慧空調設備及節能電冰箱等，預計投資額新台幣26億元、年產值新台幣70億元，將創造400個就業機會。
2021年3月2日，林口工業區聲寶林口企業總部大樓興建工程動土典禮，興建經費新台幣4億元，占地約3.7萬坪，1樓預定設置聲寶家電商品展示中心及莞固和食台灣中央廚房，2樓以上為辦公大樓。

## 子公司
以聲寶公司為母體的聲寶集團，橫跨家電、高科技與休閒服務三大領域。聲寶集團除了聲寶以外，還有以下子公司：
- 德寶家電股份有限公司
- 瑞智精密股份有限公司（全球第四大壓縮機生產廠商）
- 新格實業股份有限公司（SYNCO，前身為台灣SONY新力股份有限公司）
- 凱碩科技股份有限公司
- 誠寶科技股份有限公司
- 夏寶股份有限公司（SHARP Taiwan，2016年7月5日解散）
- 東源物流事業股份有限公司
- 年隆企業股份有限公司
- 新寶電機（東莞）有限公司
- 新寶電機（蘇州）有限公司
- 新寶電機（天津）有限公司
- 東莞聖柏電子有限公司
- 陳茂榜工商發展基金會
- 新記股份有限公司
- 富銘科技股份有限公司
- 新宇科技服務股份有限公司（SONY台灣索尼官方授權之維修廠商）
- 富帝國際股份有限公司
- 銓寶投資有限公司
- 盛寶建設股份有限公司
- 頑味國際餐飲股份有限公司
- SAMPO JAPAN株式會社

及許多其他的轉投資

### 引用
1. ↑  王珮華，
東元、聲寶暫緩合併 未來不排除合作 的存檔，存档日期2016-11-11.，自由時報，2002年1月27日
2. ↑  沈美幸，夏寶公司解散 不再銷售夏普家電 （页面存档备份，存于），中時電子報，2016年07月05日
3. ↑  新聞稿. . 臺南市政府新聞及國際關係處. 2020-01-06  [2020-01-12]. （原始内容存档于2020-08-01） （中文（臺灣））.
4. ↑  蔡依珍. . 中時新聞網. 2021-03-02  [2021-03-05] （中文（臺灣））.

### 文獻
- 聲寶宣布中生代接班 許經朝接任總經理 （页面存档备份，存于）
- 聲寶新接班團隊成形 許經朝升任總座  （页面存档备份，存于）
- 聲寶高層主管世代交替 許經朝升任總經理 （页面存档备份，存于）
- 聲寶總經理變更 由許經朝接任總座 （页面存档备份，存于）

## 外部連結
- （繁體中文）（英文）SAMPO聲寶公司 （页面存档备份，存于）
- （繁體中文）SAMPO FansFans的Facebook專頁
- （繁體中文）YouTube上的sampo0800005438頻道